# Ligny
Ligny es un pueblo belga en la municipalidad de Sombreffe (en la provincia de Namur), donde Napoleón Bonaparte derrotó a Blücher dos días antes de la Batalla de Waterloo, mientras que Wellington y el Mariscal Ney luchaban en Quatre Bras.